# Simpson (Carolina del Nord)
Simpson è un villaggio degli Stati Uniti d'America, situato in Carolina del Nord, nella contea di Pitt.